# Andrés D'Alessandro
Andrés Nicolás D'Alessandro (* 15. duben 1981 Buenos Aires) je bývalý argentinský profesionální fotbalista, který hrával na pozici ofensivního záložníka či křídelníka. Svoji hráčskou kariéru ukončil v dubnu 2022, a to v dresu brazilského klubu Sport Club Internacional, ve kterém strávil největší část své kariéry. Mezi lety 2003 a 2010 odehrál také 25 utkání v dresu argentinské reprezentace, ve kterých vstřelil 3 branky.
Roku 2010 byl vyhlášen nejlepším fotbalistou jižní Ameriky.

## Klubová kariéra
S SC Internacional vyhrál roku 2010 Pohár osvoboditelů (Copa Libertadores), nejprestižnější jihoamerickou klubovou soutěž.
Roku 2010 byl vyhlášen nejlepším fotbalistou jižní Ameriky.

## Reprezentační kariéra
Roku 2001 se stal mistrem světa do 20 let. Získal zlatou medaili na olympijských hrách roku 2004. Za argentinskou seniorskou reprezentaci odehrál 25 utkání a vstřelil 3 branky.